# الوقت المتقطع (تأثير بصري)
الوقت المتقطع,  هو تأثير بصري يخلق وهمًا بتباطؤ الزمن أو توقفه، بينما تبدو الكاميرا وكأنها تتحرك عبر المشهد بسرعة طبيعية.
يختلف تأثير الوقت المتقطع عن تأثير التحريك البطيء التقليدي، إذ أنه يفصل بين إدراك المشاهد للزمن وحركة الكاميرا. يسمح هذا بتصوير مشاهد مدهشة، مثل رصاصة معلّقة في الهواء أو انفجار ثابت، بينما تتحرّك الكاميرا حول الحدث أو تدور من حوله. يصنه هذا التأثير عادةً بوضع عدد كبير من الكاميرات حول المشهد على هيئة قوس أو دائرة، فتلتقط كل واحدة منها المشهد نفسه من زاوية مختلفة قليلاً. ثم تُرتّب هذه الصور لتُحاكي حركةً متواصلة للكاميرا وسط مشهد ساكن أو بطيء. في الوقت الحاضر، يُستعان بالصور الحاسوبية لإعادة إنتاج هذه التقنية أو لتطويرها. كما يُبرز هذا الأسلوب العمق البصري، ويُظهر الحركة بسرعات متباينة من زوايا متعددة.
تُستخدم تقنية الوقت المتقطع على نطاق واسع في الأفلام، والإعلانات التلفزيونية، وألعاب الفيديو، وغيرها من الوسائط، لإظهار الحركة بطريقة لا يمكن تحقيقها باستخدام التصوير السينمائي التقليدي. نظرًا لعدم قدرة الكاميرات الحقيقية على التحرك بسرعة كافية لتسجيل مثل هذه المشاهد في العالم الواقعي. يقوم هذا التأثير في كثير من الأحيان بتوظيف الكاميرات الافتراضية التي تعمل ضمن بيئة رقمية محاكاة أو عالم رقمي مصطنع، وذلك لتعويض عجز الكاميرات التقليدية عن التقاط مثل هذه المشاهد في العالم الحقيقي.

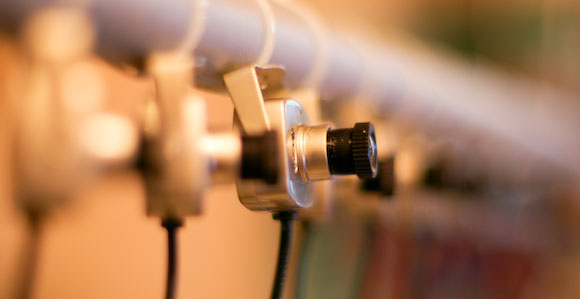
صف من الكاميرات الصغيرة مُجهزة لتصوير تأثير "الوقت المتقطع"